# Gurelca sangaica
Gurelca sangaica är en fjärilsart som beskrevs av Butler 1875. Gurelca sangaica ingår i släktet Gurelca och familjen svärmare. Inga underarter finns listade i Catalogue of Life.